# رابطه دوبروی

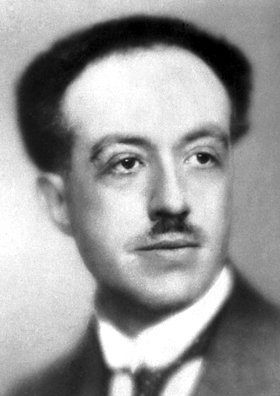
عکسی از لویی دوبروی

در سال ۱۹۲۴ لویی دوبروی(louis de broglie)، فیزیکدان فرانسوی کشف کرد که یک ذره مادی، باید خاصیت موجی داشته باشد. آزمایش‌ها صحت فرضیه دوبروی را تأیید کرده‌اند.
طول موج یک ذره مادی که اندازه حرکت آن P=MV است به وسیله رابطه دوبروی داده می‌شود:
طول موج ذره=h/v=h/m
که در این معادله،m جرم،v سرعت و h ثابت پلانک می‌باشد. برای آزمایش نظریهٔ بسیار باورنکردی دوبروی، باید در آزمایش تعیین شود که ذرات مادی پدیده‌های تداخل و پراش را نشان
می‌دهند. اکترون در سال ۱۸۹۷ توسط تامسون کشف شد. او نشان داد که الکترونها خواص ذره ای دارند. اما در سال ۱۹۲۷ ازمایشهای مربوط به پراش الکترون توسط دیویسون(c.davisson) و گرمر(l.h. germer) سرشت موجی الکترون اثبات شد و رابطه دوبروی تأیید شد. تمام موجودات کوانتومی دارای طول موج دوبروی می‌باشند. طول موج کوانتومی دوبروی یکی از بنیان‌های نظریه کوانتوم می‌باشد و به‌غایت اعجاب‌انگیز است.